# Фрагуаш (Вила-Нова-де-Пайва)
Фрагуаш (порт. Fráguas) — населённый пункт и район в Португалии, входит в округ Визеу. Является составной частью муниципалитета Вила-Нова-де-Пайва. Находится в составе крупной городской агломерации Большое Визеу. По старому административному делению входил в провинцию Бейра-Алта. Входит в экономико-статистический субрегион Дан-Лафойнш, который входит в Центральный регион. Население составляет 279 человек на 2001 год. Занимает площадь 16,63 км².